# 나무집 시리즈
나무집 시리즈는 앤디 그리피스가 글을 쓰고 테리 덴톤이 그림을 그린 아동 도서 시리즈이다. 책 한 권당 13층씩 올라가는게 특징이다. 최근에는 169층까지 출판되었다.

## 등장 인물

### 주로 등장인물
- 앤디 그리피스
- 테리 덴톤
- 질
- 큰코 씨

### 조연
- 실키
- 우체부 빌 아저씨
- 식인 상어 3마리
- 에드워드 시리즈
- 해적선장
- 지미 헨드릭스
- 슈퍼손가락
- 핑키

### 엑스트라
- 앤디 부모님
- 테리 부모님
- 질 부모님
- 고르곤졸라
- 인어 아가씨
- 거대 고릴라
- 현명한 부엉이들
- 이집트의 파라오
- 멍멍이
- 해적 9명
- 원숭이들
- 펭귄들
- 뽁뽁이 감독관
- 왕대박 감독
- 안드로이드G
- 테리봇D
- 드루실라
- 녹조류 앤디
- 녹조류 테리
- 원승희
- 앤디랜드의 앤디들
- 테리타운의 테리들
- 개미아파트의 개미들
- 질빌리지의 질들
- 큰코 사우루스
- 펀치왕 코끼리 아저씨
- 허버트 조지 웰스
- 안드로니쿠스 (로마인 앤디)
- 테렌시우스 덴수스 (로마인 테리)
- 이야기 경찰
- 호박스콘 판사
- 아기 토끼 (똥싸개 피터)
- 베아트릭스 포티
- 모리스 벤닥
- 닥터 무스
- 모자쓴 가래침
- 정리정돈 괴물
- 다알아 여사
- 눈알들
- 질퍽질퍽 행성 외계인들
- 거대 두꺼비
- 토끼들
- 질의 동물들